# Chalcura deprivata
Chalcura deprivata är en stekelart som först beskrevs av Walker 1860.  Chalcura deprivata ingår i släktet Chalcura och familjen Eucharitidae. Inga underarter finns listade i Catalogue of Life.